# カステル・フレンターノ
カステル・フレンターノ（イタリア語: Castel Frentano）は、イタリア共和国アブルッツォ州キエーティ県にある、人口約4,400人の基礎自治体（コムーネ）。

## 地理

### 位置・広がり

#### 隣接コムーネ
隣接するコムーネは以下の通り。
- グアルディアグレーレ
- ランチャーノ
- オルソーニャ
- サンテウザーニオ・デル・サングロ

## 行政

### 分離集落
カステル・フレンターノには、以下の分離集落（フラツィオーネ）がある。
- Ciommi, Clementi, Colle Ceraso, Colle dell'Aia I , Colle dell'Aia II, Crocetta-Colle Grande, Feltrino, Fonte Barile, Ischia, Lentesco, Morge, Moscete, Paludi, Pera, Pietragrossa, Porrechi, San Rocco, San Vincenzo, Trastulli